# 예르디 스하우턴
예르디 스하우턴(네덜란드어: Jerdy Schouten, 1997년 1월 12일 ~ )은 네덜란드의 축구 선수로, 현재 네덜란드 에레디비시의 PSV 에인트호번에서 미드필더로 뛰고 있다.